# 沙耶 (约讷省)
沙耶（法語：Chailley，法語發音：[ʃajɛ]）是法国勃艮第-弗朗什-孔泰大区约讷省的一个市镇，属于欧塞尔区。

## 地理
沙耶（48°4'59"N, 3°42'4"E）面积16.51 平方千米，位于法国勃艮第-弗朗什-孔泰大區约讷省，该省份为法国中北部内陆省份，西接卢瓦雷省，西北接塞纳-马恩省，南至涅夫勒省，东临科多尔省，东北与奥布省接壤。
与沙耶接壤的市镇（或旧市镇、城区）包括：奥特地区伯尔、蒂尔尼、沃尼济。

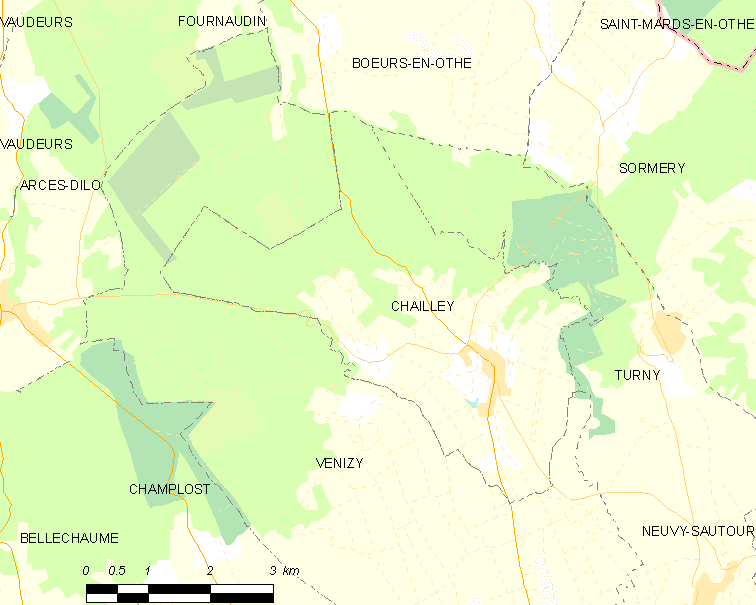
的OSM定位图

沙耶的时区为UTC+01:00、UTC+02:00（夏令时）。

## 行政
沙耶的邮政编码为89770，INSEE市镇编码为89069。

## 政治
沙耶所属的省级选区为圣弗洛朗坦县。

## 人口

1962-2008年间人口变化图示

沙耶于2022年1月1日时的人口数量为525人。